# Femårsberättelser för Göteborgs och Bohus län
Femårsberättelser för Göteborgs och Bohus län, egentligen K. M:ts befallningshafvandes femårsberättelser i Göteborgs och Bohus län, är den allmänna benämningen på de berättelser över länets ekonomiska tillstånd, som landshövdingen efter utgången av varje femårsperiod sände in till regeringen och därefter trycktes av Statistiska centralbyrån (Bidrag till Sveriges officiella statistik. Litt. H.) 

## Förteckning
Alla berättelserna har digitaliserats av Statistiska Centralbyrån och finns tillgängliga i fulltext.

### Den äldre serien
- Kongl. Maj:ts befallningshafwandes i Götheborgs och Bohus län till Kongl. Maj:t afgifne femårsberättelse. Stockholm
  -  1822. 1823. Libris 2419222. http://www.scb.se/H/Officiell%20statistik%201811-1860/Fem%c3%a5rsber%c3%a4ttelser%201817-1855/Fem%c3%a5rsber%c3%a4ttelser%20G%c3%b6teborgs%20och%20Bohus%20l%c3%a4n%201817-1855/Befallningshavandes-femarsberattelse-1817-1821-i-23-Goteborgs-och-Bohus-lan.pdf Arkiverad 18 maj 2015 hämtat från the Wayback Machine. - Omfattar åren 1817-1821.
  -  1828. 1829. Libris 2418794. http://www.scb.se/H/Officiell%20statistik%201811-1860/Fem%c3%a5rsber%c3%a4ttelser%201817-1855/Fem%c3%a5rsber%c3%a4ttelser%20G%c3%b6teborgs%20och%20Bohus%20l%c3%a4n%201817-1855/Befallningshavandes-femarsberattelse-1823-1827-i-23-Goteborgs-Bohus-lan.pdf Arkiverad 18 maj 2015 hämtat från the Wayback Machine. - Omfattar åren 1823-1827.
  -  1827, 1828, 1829, 1830 och 1831. 1834. Libris 10495597. http://www.scb.se/H/Officiell%20statistik%201811-1860/Fem%c3%a5rsber%c3%a4ttelser%201817-1855/Fem%c3%a5rsber%c3%a4ttelser%20G%c3%b6teborgs%20och%20Bohus%20l%c3%a4n%201817-1855/Befallningshavandes-femarsberattelse-1828-1832-i-23-Goteborgs-och-Bohus-lan.pdf Arkiverad 18 maj 2015 hämtat från the Wayback Machine.
  -  1832, 1833, 1834, 1835 och 1836. 1840. Libris 2615650. http://www.scb.se/H/Officiell%20statistik%201811-1860/Fem%c3%a5rsber%c3%a4ttelser%201817-1855/Fem%c3%a5rsber%c3%a4ttelser%20G%c3%b6teborgs%20och%20Bohus%20l%c3%a4n%201817-1855/Befallningshavandes-femarsberattelse-1833-1837-i-23-Goteborgs-och-Bohus-lan.pdf Arkiverad 18 maj 2015 hämtat från the Wayback Machine.
  -  1837, 1838, 1839, 1840 och 1841. 1844. Libris 9892057. http://www.scb.se/H/Officiell%20statistik%201811-1860/Fem%c3%a5rsber%c3%a4ttelser%201817-1855/Fem%c3%a5rsber%c3%a4ttelser%20G%c3%b6teborgs%20och%20Bohus%20l%c3%a4n%201817-1855/Befallningshavandes-femarsberattelse-1838-1842-i-23-Goteborgs-Bohus-lan.pdf Arkiverad 18 maj 2015 hämtat från the Wayback Machine.
  -  1842, 1843, 1844, 1845 och 1846. 1850. Libris 9892645. http://www.scb.se/H/Officiell%20statistik%201811-1860/Fem%c3%a5rsber%c3%a4ttelser%201817-1855/Fem%c3%a5rsber%c3%a4ttelser%20G%c3%b6teborgs%20och%20Bohus%20l%c3%a4n%201817-1855/Befallningshavandes-femarsberattelse-1843-1847-i-23-Goteborgs-Bohus-lan.pdf Arkiverad 18 maj 2015 hämtat från the Wayback Machine.
  -  1847, 1848, 1849 och 1850. 1853. Libris 9892775. http://www.scb.se/H/Officiell%20statistik%201811-1860/Fem%c3%a5rsber%c3%a4ttelser%201817-1855/Fem%c3%a5rsber%c3%a4ttelser%20G%c3%b6teborgs%20och%20Bohus%20l%c3%a4n%201817-1855/Befallningshavandes-ambetsberattelse-1848-1850-i-23-Goteborgs-Bohus-lan.pdf Arkiverad 18 maj 2015 hämtat från the Wayback Machine.
  -  1851, 1852, 1853, 1854 och 1855. 1856. Libris 9893172. http://www.scb.se/H/Officiell%20statistik%201811-1860/Fem%c3%a5rsber%c3%a4ttelser%201817-1855/Fem%c3%a5rsber%c3%a4ttelser%20G%c3%b6teborgs%20och%20Bohus%20l%c3%a4n%201817-1855/Befallningshavandes-ambetsberattelse-1848-1850-i-23-Goteborgs-Bohus-lan.pdf Arkiverad 18 maj 2015 hämtat från the Wayback Machine.

### Den yngre serien
- Landshöfdingeembetets uti Göteborgs och Bohus län underdåniga berättelse för åren... Stockholm: Norstedt. 1862-1907. Libris 13921714
  -  1856-1860. 1862. Libris 12049221. http://www.scb.se/H/BISOS%201851-1917/BISOS%20H%20Fem%c3%a5rsber%c3%a4ttelser/Fem%c3%a5rsber%c3%a4ttelser%20G%c3%b6teborgs%20och%20Bohus%20l%c3%a4n%201856-1905%20(BISOS%20H)/Befallningshavandes-femarsberattelser-H-Goteborgs-och-Bohus-lan-1856-1860.pdf Arkiverad 18 maj 2015 hämtat från the Wayback Machine.
  -  1861-1865. 1867. Libris 12050994. http://www.scb.se/H/BISOS%201851-1917/BISOS%20H%20Fem%c3%a5rsber%c3%a4ttelser/Fem%c3%a5rsber%c3%a4ttelser%20G%c3%b6teborgs%20och%20Bohus%20l%c3%a4n%201856-1905%20(BISOS%20H)/Befallningshavandes-femarsberattelser-H-Goteborgs-och-Bohus-lan-1861-1865.pdf Arkiverad 18 maj 2015 hämtat från the Wayback Machine.
  -  1866-1870. 1872. Libris 12052697. http://www.scb.se/H/BISOS%201851-1917/BISOS%20H%20Fem%c3%a5rsber%c3%a4ttelser/Fem%c3%a5rsber%c3%a4ttelser%20G%c3%b6teborgs%20och%20Bohus%20l%c3%a4n%201856-1905%20(BISOS%20H)/Befallningshavandes-femarsberattelser-H-Goteborgs-och-Bohus-lan-1866-1870.pdf Arkiverad 18 maj 2015 hämtat från the Wayback Machine.
  -  1871-1875. 1877. Libris 12053688. http://www.scb.se/H/BISOS%201851-1917/BISOS%20H%20Fem%c3%a5rsber%c3%a4ttelser/Fem%c3%a5rsber%c3%a4ttelser%20G%c3%b6teborgs%20och%20Bohus%20l%c3%a4n%201856-1905%20(BISOS%20H)/Befallningshavandes-femarsberattelser-H-Goteborgs-och-Bohus-lan-1871-1875.pdf Arkiverad 24 september 2015 hämtat från the Wayback Machine.
  -  1876-1880. 1882. Libris 12059259. http://www.scb.se/H/BISOS%201851-1917/BISOS%20H%20Fem%c3%a5rsber%c3%a4ttelser/Fem%c3%a5rsber%c3%a4ttelser%20G%c3%b6teborgs%20och%20Bohus%20l%c3%a4n%201856-1905%20(BISOS%20H)/Befallningshavandes-femarsberattelser-H-Goteborgs-och-Bohus-lan-1876-1880.pdf Arkiverad 18 maj 2015 hämtat från the Wayback Machine.
  -  1881-1885. 1887. Libris 12065395. http://www.scb.se/H/BISOS%201851-1917/BISOS%20H%20Fem%c3%a5rsber%c3%a4ttelser/Fem%c3%a5rsber%c3%a4ttelser%20G%c3%b6teborgs%20och%20Bohus%20l%c3%a4n%201856-1905%20(BISOS%20H)/Befallningshavandes-femarsberattelser-H-Goteborgs-och-Bohus-lan-1881-1885.pdf Arkiverad 18 maj 2015 hämtat från the Wayback Machine.
  -  1886-1890. 1893. Libris 12065814. http://www.scb.se/H/BISOS%201851-1917/BISOS%20H%20Fem%c3%a5rsber%c3%a4ttelser/Fem%c3%a5rsber%c3%a4ttelser%20G%c3%b6teborgs%20och%20Bohus%20l%c3%a4n%201856-1905%20(BISOS%20H)/Befallningshavandes-femarsberattelser-H-Goteborgs-och-Bohus-lan-1886-1890.pdf Arkiverad 18 maj 2015 hämtat från the Wayback Machine.
  -  1891-1895. 1898. Libris 12066515. http://www.scb.se/H/BISOS%201851-1917/BISOS%20H%20Fem%c3%a5rsber%c3%a4ttelser/Fem%c3%a5rsber%c3%a4ttelser%20G%c3%b6teborgs%20och%20Bohus%20l%c3%a4n%201856-1905%20(BISOS%20H)/Befallningshavandes-femarsberattelser-H-Goteborgs-och-Bohus-lan-1891-1895.pdf Arkiverad 18 maj 2015 hämtat från the Wayback Machine.
  -  1896-1900. 1904. Libris 12067196. http://www.scb.se/H/BISOS%201851-1917/BISOS%20H%20Fem%c3%a5rsber%c3%a4ttelser/Fem%c3%a5rsber%c3%a4ttelser%20G%c3%b6teborgs%20och%20Bohus%20l%c3%a4n%201856-1905%20(BISOS%20H)/Befallningshavandes-femarsberattelser-H-Goteborgs-och-Bohus-lan-1896-1900.pdf Arkiverad 24 september 2015 hämtat från the Wayback Machine.
  -  1901-1905. 1907. Libris 12070438. http://www.scb.se/H/BISOS%201851-1917/BISOS%20H%20Fem%c3%a5rsber%c3%a4ttelser/Fem%c3%a5rsber%c3%a4ttelser%20G%c3%b6teborgs%20och%20Bohus%20l%c3%a4n%201856-1905%20(BISOS%20H)/Befallningshavandes-femarsberattelser-H-Goteborgs-och-Bohus-lan-1901-1905.pdf Arkiverad 24 september 2015 hämtat från the Wayback Machine.